# Lamplugh-Gletscher
Der Lamplugh-Gletscher ist ein 16 km langer Gletscher im US-Bundesstaat Alaska.

## Geografie
Er befindet sich im Glacier-Bay-Nationalpark im Panhandle von Alaska. Der im Mittel 1,5 km breite Gletscher strömt vom Brady Icefield, in der südlichen Fairweather Range gelegen, in nordnordwestlicher Richtung und mündet in das Johns Hopkins Inlet, einer westlichen Seitenbucht der Glacier Bay.

## Gletscherentwicklung
Das untere Gletscherende weist eine Breite von 1,2 km auf. Die Eisfront ragt im Mittel 45 m über sowie 3–12 m unter die Wasserlinie (Stand 2004). Die Eisgeschwindigkeit wurde zu der Zeit auf 300 m pro Jahr geschätzt. Die Rückzugsrate im zentralen und östlichen Teil der Eisfront lag Anfang der 2000er Jahre bei 15–30 m pro Jahr. Der westliche Teil der Eisfront lag zu der Zeit schon überwiegend trocken.

## Namensgebung
Der Lamplugh-Gletscher wurde von Lawrence Martin vom USGS ungefähr im Jahr 1912 nach dem britischen Geologen und Geographen George William Lamplugh benannt.